# Berufsverband Medizinischer Informatiker
Der BVMI - Berufsverband Medizinischer Informatiker e.V. mit Sitz in Heidelberg wurde 1983 gegründet. Der eingetragene Verein hat über 600 ordentliche, assoziierte, studentische und fördernde Mitglieder sowie Ehrenmitglieder. Mitglieder sind Personen, die einschlägig ausgebildet oder dauerhaft im Bereich der Medizinischen Informatik (Medizin-Informatik) tätig sind.

## Ziele
- Ansprechpartner sein bei berufspolitischen Fragen für auf dem Gebiet der Medizinischen Informatik Tätigen.
- Berufsständische Belange der Medizinischen Informatiker wahren, fördern und vertreten.
- Fort- und Weiterbildung in der Medizinischen Informatik fördern, mit besonderem Augenmerk auf das Zertifikat Medizinische Informatik.
- Mitglieder in der Erfüllung ihrer Aufgaben unterstützen.

## Aktivitäten
Zweck des Berufsverbandes ist es, alle berufspolitischen Fragen auf dem Gebiet der Medizinischen Informatik (Medizin-Informatik) Tätigen zu behandeln und die gemeinsamen und berufsständischen Belange der Medizinischen Informatiker zu wahren, zu fördern und zu vertreten. Im Laufe der Zeit haben sich Landesvertretungen gebildet, welche die Verbandsaufgaben im regionalen Einzugsbereich wahrnehmen - v. a. auch durch lokale Informations- und Fortbildungsveranstaltungen.
Darüber hinaus werden die berufliche Fort- und Weiterbildung in der Medizinischen Informatik gefördert und die Mitglieder bei der Erfüllung ihrer Aufgaben unterstützt. Besonderes Augenmerk gilt der Förderung und Weiterbildung zur Erlangung des Zertifikates "Medizinischer Informatiker".
Diesem Zweck dient ein breit angelegtes Aktivitätsspektrum:
- BVMI-eigene Arbeits- und Fachtagungen zu innovativen Themen.
- Herausgabe der Verbandszeitschrift "Forum der Medizin_Dokumentation und Medizin_Informatik" (mdi) in Kooperation mit dem Deutschen Verband Medizinischer Dokumentare e.V. - DVMD.
- Organisation von Veranstaltungen im Rahmen von Fachmessen z. B. MEDICA, INTERFAB, INTERHOSPITAL, SYSTEMS.
- Zusammenarbeit mit wissenschaftlichen Fachgesellschaften, medizinischen Organisationen und anderen Berufsverbänden wie z. B. Deutsche Gesellschaft für Medizinische Informatik, Biometrie und Epidemiologie e.V. - gmds, Arbeitsgemeinschaft der Wissenschaftlichen Medizinischen Fachgesellschaften - AWMF.
- Bieten einer Informations- und Diskussionsplattform.
- Lobbyistisch wirken.